# Nicolás Bianchi Arce
Nicolás Alexis Bianchi Arce (Buenos Aires, Argentina, 27 de enero de 1987) es un exfutbolista argentino que se desempeñaba como defensor central. Su último club fue el Club Atlético Atlanta, del que es hincha confeso.

## Trayectoria
Inició su carrera en las divisiones inferiores de San Lorenzo de Almagro donde debutó el 10 de diciembre de 2005 en la victoria por 2 a 1 ante Arsenal de Sarandí.
El 19 de febrero de 2006 ingresa desde el banco, en La Bombonera, debido a la lesión del jugador uruguayo Paolo Montero. El partido termina 2 a 1.  Después de ese partido ha tenido un buen rodaje en el campeonato.
En junio del 2007 logra su primer título como profesional, en el Torneo Clausura 2007 (Argentina) dirigido por Ramón Ángel Díaz. 
En San Lorenzo jugó hasta el año 2009 cuando fue transferido al AEK F.C. de Grecia. Su debut en el fútbol europeo fue el 17 de septiembre del 2009 contra el Everton Football Club de Inglaterra por la Europa League. 
Una vez finalizado el año regresó a San Lorenzo. A pesar de los altibajos en su rendimiento, terminó llevando la cinta de capitán y el club de Boedo lograba salvarse del descenso. 
En el final del Torneo Inicial 2012 el defensor es transferido al Pescara Calcio por una cifra aproximada a los U$S500.000.
En el 2013 retorna al fútbol argentino para jugar en el Club Atlético Banfield, donde logra el campeonato de la Primera B Nacional, siendo una de la piezas fundamentales del equipo ascendido.
Tras un paso por el fútbol colombiano y por Club Atlético Sarmiento (Junín), equipo con el cual perdió la categoría en el año 2017, se unió al Club Atlético Atlanta para afrontar la temporada 2017/2018 de la Primera B metropolitana del Fútbol Argentino.

## Clubes
| Club                   | País      | Año         |
| ---------------------- | --------- | ----------- |
| San Lorenzo de Almagro | Argentina | 2005 - 2009 |
| AEK Atenas             | Grecia    | 2009 - 2010 |
| Olimpo                 | Argentina | 2010 - 2011 |
| San Lorenzo de Almagro | Argentina | 2011 - 2012 |
| Pescara Calcio         | Italia    | 2013        |
| Banfield               | Argentina | 2013 - 2015 |
| Deportivo Cali         | Colombia  | 2016        |
| Sarmiento de Junín     | Argentina | 2016 - 2017 |
| Club Atlético Atlanta  | Argentina | 2017        |

## Palmarés

### Campeonatos nacionales
| Título             | Club                   | País      | Año     |
| ------------------ | ---------------------- | --------- | ------- |
| Primera División   | San Lorenzo de Almagro | Argentina | C-2007  |
| Primera B Nacional | Banfield               | Argentina | 2013/14 |